# Thomas Burnside
Thomas Burnside (* 28. Juli 1782 bei Newtownstewart, County Tyrone, Irland; † 25. März 1851 in Germantown, Pennsylvania) war ein US-amerikanischer Jurist und Politiker. In den Jahren 1815 und 1816 vertrat er den Bundesstaat Pennsylvania im US-Repräsentantenhaus.

## Werdegang
Im Jahr 1793 kam Thomas Burnside mit der Familie seines Vaters aus seiner nordirischen Heimat nach Norristown in Pennsylvania. Nach einem Jurastudium und seiner 1804 erfolgten Zulassung als Rechtsanwalt begann er in Bellefonte in diesem Beruf zu arbeiten. Am 12. Januar 1809 wurde er zum Deputy Attorney General ernannt. Gleichzeitig schlug er als Mitglied der  Demokratisch-Republikanischen Partei eine politische Laufbahn ein. In den Jahren 1811 und 1812 gehörte er dem Senat von Pennsylvania an.
Nach dem Tod des Abgeordneten David Bard wurde Burnside bei der fälligen Nachwahl im neunten Wahlbezirk von Pennsylvania als dessen Nachfolger in das US-Repräsentantenhaus in Washington, D.C. gewählt, wo er am 10. Oktober 1815 sein neues Mandat antrat. Er blieb dort aber nur einige Monate bis zu seinem Rücktritt im April 1816. Sein Rücktritt erfolgte nach seiner Ernennung zum Richter im Gerichtsbezirk des Luzerne County. Dieses Amt bekleidete er bis 1819. Danach war er erneut Mitglied und im Jahr 1823 Vorsitzender des Staatssenats. Von 1826 bis zu seinem Tod bekleidete er verschiedene Richterstellen in Pennsylvania. Dabei war er ab 1845 beisitzender Richter am dortigen Supreme Court. Thomas Burnside starb am 25. März 1851 in Germantown nahe Philadelphia und wurde in Bellefonte beigesetzt.